# Evropský pohár v ledolezení 2018
1. Evropský pohár v ledolezení 2018 (anglicky Ice Climbing European Cup 2018 nebo také 2018 (zimní sezóna 2017/2018) UIAA Ice Climbing European Tour) proběhal začátkem roku 2018 v ledolezení na obtížnost a rychlost pod patronací Mezinárodní horolezecké federace (UIAA).

## Přehledy závodů
Počítání bodů bylo stejné jako na závodech světového poháru.

### Výsledky mužů - obtížnost
| Výsledky EP v ledolezení na obtížnost 2018 – muži | Výsledky EP v ledolezení na obtížnost 2018 – muži | Výsledky EP v ledolezení na obtížnost 2018 – muži | Výsledky EP v ledolezení na obtížnost 2018 – muži | Výsledky EP v ledolezení na obtížnost 2018 – muži | Výsledky EP v ledolezení na obtížnost 2018 – muži | Výsledky EP v ledolezení na obtížnost 2018 – muži | Výsledky EP v ledolezení na obtížnost 2018 – muži |
| Pořadí                                            | Jméno                                             | Země                                              | Body                                              | Domžale                                           | Bratislava                                        | Oulu                                              | Champagny                                         |
| ------------------------------------------------- | ------------------------------------------------- | ------------------------------------------------- | ------------------------------------------------- | ------------------------------------------------- | ------------------------------------------------- | ------------------------------------------------- | ------------------------------------------------- |
| 1.                                                | Louna Ladevant                                    | Francie                                           | 300                                               | 1. 100                                            | 1. 100                                            | 1. 100                                            | 0                                                 |
| 2.–3.                                             | Jaka Hrast                                        | Slovinsko                                         | 157                                               | 8. 37                                             | 5. 51                                             | 13. 26                                            | 7. 43                                             |
| 2.–3.                                             | Dennis van Hoek                                   | Nizozemsko                                        | 157                                               | 6. 47                                             | 11. 31                                            | 12. 28                                            | 5. 51                                             |
|                                                   |                                                   |                                                   |                                                   |                                                   |                                                   |                                                   |                                                   |

### Výsledky mužů - rychlost
| Výsledky EP v ledolezení na rychlost 2018 – muži | Výsledky EP v ledolezení na rychlost 2018 – muži | Výsledky EP v ledolezení na rychlost 2018 – muži | Výsledky EP v ledolezení na rychlost 2018 – muži | Výsledky EP v ledolezení na rychlost 2018 – muži | Výsledky EP v ledolezení na rychlost 2018 – muži |
| Pořadí                                           | Jméno                                            | Země                                             | Body                                             | L'Argentière                                     | Oulu                                             |
| ------------------------------------------------ | ------------------------------------------------ | ------------------------------------------------ | ------------------------------------------------ | ------------------------------------------------ | ------------------------------------------------ |
| 1.                                               | Dennis van Hoek                                  | Nizozemsko                                       | 151                                              | 5. 51                                            | 1. 100                                           |
| 2.                                               | Tristan Ladevant                                 | Francie                                          | 100                                              | 1. 100                                           | —                                                |
| 3.                                               | Tapio Alhonsuo                                   | Finsko                                           | 157                                              | 9. 37                                            | 6. 47                                            |
|                                                  |                                                  |                                                  |                                                  |                                                  |                                                  |

### Výsledky žen - obtížnost
| Výsledky EP v ledolezení na obtížnost 2018 – ženy | Výsledky EP v ledolezení na obtížnost 2018 – ženy | Výsledky EP v ledolezení na obtížnost 2018 – ženy | Výsledky EP v ledolezení na obtížnost 2018 – ženy | Výsledky EP v ledolezení na obtížnost 2018 – ženy | Výsledky EP v ledolezení na obtížnost 2018 – ženy | Výsledky EP v ledolezení na obtížnost 2018 – ženy | Výsledky EP v ledolezení na obtížnost 2018 – ženy |
| Pořadí                                            | Jméno                                             | Země                                              | Body                                              | Domžale                                           | Bratislava                                        | Oulu                                              | Champagny                                         |
| ------------------------------------------------- | ------------------------------------------------- | ------------------------------------------------- | ------------------------------------------------- | ------------------------------------------------- | ------------------------------------------------- | ------------------------------------------------- | ------------------------------------------------- |
| 1.                                                | Angelika Rainer                                   | Itálie                                            | 360                                               | 1. 100                                            | 1. 100                                            | 2. 80                                             | 2. 80                                             |
| 2.                                                | Maja Šuštar                                       | Slovinsko                                         | 234                                               | 2. 80                                             | 6. 65                                             | 10. 34                                            | 4. 55                                             |
| 3.                                                | Coralie Jary                                      | Francie                                           | 190                                               | 3. 65                                             | 7. 43                                             | 11. 31                                            | 5. 51                                             |
|                                                   |                                                   |                                                   |                                                   |                                                   |                                                   |                                                   |                                                   |

### Výsledky žen - rychlost
| Výsledky EP v ledolezení na rychlost 2018 – ženy | Výsledky EP v ledolezení na rychlost 2018 – ženy | Výsledky EP v ledolezení na rychlost 2018 – ženy | Výsledky EP v ledolezení na rychlost 2018 – ženy | Výsledky EP v ledolezení na rychlost 2018 – ženy | Výsledky EP v ledolezení na rychlost 2018 – ženy |
| Pořadí                                           | Jméno                                            | Země                                             | Body                                             | L'Argentière                                     | Oulu                                             |
| ------------------------------------------------ | ------------------------------------------------ | ------------------------------------------------ | ------------------------------------------------ | ------------------------------------------------ | ------------------------------------------------ |
| 1.                                               | Mira Alhonsuo                                    | Finsko                                           | 147                                              | 6. 47                                            | 1. 100                                           |
| 2.                                               | Olga Kosek                                       | Polsko                                           | 131                                              | 5. 51                                            | 2. 80                                            |
| 3.                                               | Enni Bertling                                    | Finsko                                           | 108                                              | 7. 43                                            | 3. 65                                            |
|                                                  |                                                  |                                                  |                                                  |                                                  |                                                  |